# Стаффорд (Техас)
Стаффорд (англ. Stafford) — місто (англ. city) в США, в округах Форт-Бенд і Гарріс штату Техас. Населення — 17 666 осіб (2020).

## Географія
Стаффорд розташований за координатами 29°37′33″ пн. ш. 95°33′57″ зх. д. / 29.62583° пн. ш. 95.56583° зх. д. (29.625730, -95.565703).  За даними Бюро перепису населення США в 2010 році місто мало площу 18,22 км², з яких 18,11 км² — суходіл та 0,11 км² — водойми.

## Демографія
Згідно з переписом 2010 року, у місті мешкали 17 693 особи в 6750 домогосподарствах у складі 4483 родин. Густота населення становила 971 особа/км².  Було 7074 помешкання (388/км²).
Расовий склад населення:
| - 36,6 % — білих - 27,4 % — чорних або афроамериканців - 22,8 % — азіатів - 0,6 % — корінних американців - 9,3 % — осіб інших рас |

До двох чи більше рас належало 3,2 %. Частка іспаномовних становила 25,9 % від усіх жителів.
За віковим діапазоном населення розподілялося таким чином: 24,8 % — особи молодші 18 років, 68,2 % — особи у віці 18—64 років, 7,0 % — особи у віці 65 років та старші. Медіана віку мешканця становила 31,9 року. На 100 осіб жіночої статі у місті припадало 94,5 чоловіків;  на 100 жінок у віці від 18 років та старших — 90,9 чоловіків також старших 18 років.
Середній дохід на одне домашнє господарство  становив 69 703 долари США (медіана — 60 423), а середній дохід на одну сім'ю — 75 826 доларів (медіана — 66 766). Медіана доходів становила 48 716 доларів для чоловіків та 42 388 доларів для жінок. За межею бідності перебувало 12,0 % осіб, у тому числі 19,2 % дітей у віці до 18 років та 5,5 % осіб у віці 65 років та старших.
Цивільне працевлаштоване населення становило 9823 особи. Основні галузі зайнятості: освіта, охорона здоров'я та соціальна допомога — 23,4 %, роздрібна торгівля — 13,7 %, науковці, спеціалісти, менеджери — 10,1 %, фінанси, страхування та нерухомість — 9,9 %.